# 赵竑
趙竑（？—1225年），南宋宗室，秦康惠王趙德芳九世孫，原為宋寧宗養子，立為皇儲，因趙竑與宰相史彌遠不睦，寧宗駕崩後，史彌遠矯詔立趙昀為帝，是為宋理宗。後改封趙竑為濟王，藩封霅川。不久在霅川之變時，趙竑被彌遠誣以謀反而冤死，賜自盡，剝奪王爵。宋度宗時平反。宋恭帝追封鎮王，諡昭肅，贈官太師兼尚書令。

## 生平

### 出身
趙竑為宋太祖四子秦王趙德芳九世孫，趙希瞿所生。因沂王趙抦薨而無子，遂立趙竑為嗣，賜名為均，後因大臣奏称皇帝从子不应与皇子一样用单名，又改名貴和。寧宗皇子趙詢病死，1221年6月立皇姪福州觀察使趙貴和為皇子，改其名為趙竑，授寧武軍節度使，封為祁國公。1222年（嘉定15年）五月，加檢校少保，封為濟國公。

### 遭廢
開禧三年（1207年），史彌遠受宋寧宗密令，謀殺韓侂冑，並促成宋金嘉定和議，被寧宗拜相。史彌遠居相位，權傾一時，亦與皇太子趙詢關係良好。趙詢死後，趙竑被立為太子，史彌遠與趙竑不相熟，又得知趙竑好琴藝，故買善於琴藝的美人，進獻趙竑，刺探言行舉止。趙竑曾指地圖上海南島之處言：「吾他日得志，置史彌遠於此。」又曾稱呼史彌遠為「新恩」，意指將來將發配至新州、恩州等地。趙竑又曾趁酒醉擊碎史彌遠所進獻的乞巧奇玩，史彌遠安插在太子府中的探子向史彌遠報告，令史彌遠驚懼，而謀求「伊尹、霍光之事」。
由於趙竑被立為太子，沂王王位懸空，寧宗命史彌遠尋找合適宗室繼承沂王王位。史彌遠派門客余天錫自民間尋來宗室趙希瓐之子趙與莒，接至臨安，並請鄭清之教導。1222年（嘉定15年），趙與莒被立為沂王之後，改名趙貴誠。而史彌遠又離間寧宗、楊皇后與趙竑，進言再收趙貴誠為皇子，寧宗不許。
嘉定十七年（1224年）八月，宋寧宗病重時，史彌遠召鄭清之與直學士院程佖入宮，矯詔收趙貴誠為皇子，賜名趙昀，授武泰軍節度使，封成國公。閏八月三日，寧宗駕崩，史彌遠請國舅楊次山之子楊谷、楊石一夜之中七度進宮，以楊家禍福生死勸說楊皇后，楊皇后終於首肯，史彌遠遣使至沂靖惠王府，宣召趙昀入宮。楊皇后撫趙昀背說：「汝今为吾子矣！」趙昀即位，是為宋理宗。趙竑見之不願下拜，殿前都指揮使夏震遂壓制其頭行禮。
楊皇后矯詔授趙竑為開府儀同三司，進封為濟陽郡王，判寧國府。後宋理宗又加封趙竑少保，進封濟王，命其出居湖州。

### 霅川之變
寶慶元年（1225年）正月，湖州太學生潘壬、潘丙兄弟與堂兄潘甫連絡山東忠義軍首領李全，準備擁立趙竑為帝，結果李全並未發兵，潘氏兄弟歲組織太湖鹽販、漁民、巡卒數十人，趁夜入城為趙竑黃袍加身，湖州知府謝周卿率領官員朝賀。
潘氏兄弟以李全名義發出文告，聲討史彌遠罪狀，趙竑驚覺擁立勢力單薄，派王元春稟報朝廷，並派遣州兵討伐，史彌遠亦調遣軍隊鎮壓，不久被平定，潘氏兄弟被殺。事平後，史彌遠派余天錫逼迫趙竑自裁。趙竑身亡後，原被追贈為少師，封保靜鎮潼軍節度使。不久又被剝奪王爵，追貶為巴陵郡公。

### 身後
事後，真德秀、魏了翁、洪咨夔、鄧若水、胡夢昱等人為趙竑鳴冤，而相繼出貶。然南宋每逢災異、戰禍，朝野則舊事重提。理宗嘉熙元年（1237年），下詔求直言，朝野上疏為濟王伸冤，進士潘牥上進策譴責史彌遠。侍御史蔣峴為史彌遠黨羽，上疏彈劾起居舍人方大琮、正字王邁、編修劉克莊等人“鼓煽異論”，並指責潘牥為逆賊，一一遭黜。史彌遠從弟監都進奏院史彌鞏、樞密院編修官徐鹿卿也紛紛上書欲平反濟王之冤，皆遭貶官。
景定五年（1264年），宋理宗駕崩，宋度宗即位，恢復追贈趙竑少師、節度使等官銜。宋恭帝德祐元年（1275年）十一月，禮部尚書兼給事中王應麟，上書請為濟王立後嗣，太后謝道清追贈趙竑太師、尚書令，諡號「昭肅」，恢復其王爵，追封為鎮王，並擇立宗室為後嗣奉祀，並賜田萬畝。

## 家庭

### 祖上
- 九世祖秦康惠王趙德芳，妻焦氏焦繼勋之女，趙惟敘生母
- 八世祖高平郡王趙惟敘，夫人劉氏
- 七世祖趙從溥
- 六世祖潤國公趙世堯
- 五世祖高密侯趙令旼
- 高祖父趙子乙，妻睢陽王氏
- 曾祖父趙伯存
- 祖父趙師丑
- 父趙希瞿
- 趙竑

### 妻
- 吳氏：後為比丘尼，端平元年賜號為「惠淨法空大師」

### 子女
- 趙銓：嘉定十七年六月辛未（1224年6月23日）生，授左千牛衛大將軍，同年八月丁亥（1224年9月7日）夭折，贈復州防禦使，追封永寧侯[4]

## 戲劇
中國大陸電視連續劇《大宋提刑官》第二部即以濟王趙竑之事為歷史背景，劇中濟王趙泱即以趙竑為原型，宋理宗趙昀於劇中改名為趙閎，權相石開元則影射史彌遠。
| 飾演趙貴和的演員 | 影視作品             |
| 黎諾懿           | 《造王者》（2012年） |

## 延伸阅读
[在维基数据编辑]
 《宋史/卷246》，出自脱脱《宋史》